# Tiku Talsania
Tiku Talsania, né le 7 juin 1954, est un acteur indien. Il apparaît dans plus de 150 films de Bollywood. Il joue principalement des rôles comiques de second plan.

## Filmographie
(janvier 2024).
 (janvier 2024).
 (janvier 2024).
Si vous êtes l’auteur de ce texte, vous êtes invité à donner votre avis ici. À moins qu’il soit démontré que l’auteur de la page autorise la reproduction et que ce contenu soit compatible avec les principes fondateurs de Wikipédia, cette page sera supprimée ou purgée au bout d’une semaine maximum. En attendant le retrait de cet avertissement, veuillez ne pas réutiliser ce texte.
Il apparaît dans : 
- Khallballi: Fun Unlimited (2008)
- Dhol (2007) : Police Inspector
- Dhamaal (2007) : Bombay Police Commissioner M.I. Chaturvedi
- Partner (2007) : Mumbai Masala's Editor
- Iqraar: By Chance (2006) : Radiowala
- Aap Ki Khatir (2006) : Praful Shah
- We R Friends (2006)
- Phir Hera Pheri (2006) : Police Inspector
- Love in Japan (2006) : Tiku
- Jawani Diwani: A Youthful Joyride (2006) : Umesh Jumani
- Home Delivery: Aapko... Ghar Tak (2005) : Gungunani
- Hum Tum Aur Mom: Mother Never Misguides (2005)
- Sab Kuch Hai Kuch Bhi Nahin (2005) : Khanna
- Tango Charlie (2005) : Ram Narayan
- Rok Sako To Rok Lo (2004) : Époux de Sweety
- Kis Kis Ki Kismat (2004) : Nimesh Popley
- Poochho Mere Dil Se (2004) : Père de Diya
- Ishq Hai Tumse (2004) : Raj Narain
- Jodi Kya Banayi Wah Wah Ramji (2003) : Vishwanath
- Raja Bhaiya (2003) : Taklifchand
- Chori Chori (2003) : Chachaji
- Hungama (2003) : Popat Seth
- Calcutta Mail (2003) (uncredited) : Landlord
- Ek Aur Ek Gyarah: By Hook or by Crook (2003) : Tiku
- Dil Ka Rishta (2003) : Swami
- Tujhe Meri Kasam (2003)
- Hum Hain Pyaar Mein (2002)
- Rishtey (2002)
- Maseeha (2002) : Père de Pinky
- Deewangee (2002) : Ratan
- Dil Vil Pyar Vyar (2002)
- Shakti: The Power (2002) : Oncle de Nandini
- Soch (2002) : Lovely Shankar
- Akhiyon Se Goli Maare (2002) : M.. Oberoi
- Devdas (2002/I) : Dharamdas
- Kitne Door... Kitne Paas (2002) : Bapalal Patel
- Kranti (2002)
- Tum Jiyo Hazaron Saal (2002) : Fast food hotel manager
- Aamdani Atthanni Kharcha Rupaiya (2001) (as Tikku Talsaniya) .... B.K. Kakkad
- Yeh Raaste Hain Pyaar Ke (2001) : Kishanchand Bhagwandas Chellaramani
- Mujhe Meri Biwi Se Bachaao (2001) : Malkani
- Jodi No.1 (2001) : Ranjit Singh
- Dil Ne Phir Yaad Kiya (2001) : Bobby Singh (Komal's husband)
- Hum Deewane Pyar Ke (2001) : Doctor
- Ittefaq (2001) : ACP Gaitonde
- Raju Chacha (2000) : B.B.C (Banke Bihari Chaturvedi)
- Tera Jadoo Chal Gayaa (2000) : Ramesh Tolani
- Deewane (2000) : Sapna's dad
- Tarkieb (2000) : Ganga Ram/Musafir Singh
- Mela (2000) : Murari, Sarpanch
- Glamour Girl (2000) : Dondu/Pandu
- Sultaan (2000) : Chaturbuj
- Trishakti (1999) : Laxmiprasad (Priyanka's dad)
- Hogi Pyaar Ki Jeet (1999) : Truck driver
- Silsila Hai Pyar Ka (1999) : Krupa Shankar
- Nyaydaata (1999) : Colonel
- Dahek: A Burning Passion (1998)
- Bade Miyan Chote Miyan (1998) (uncredited) : Jeweler
- Pyaar To Hona Hi Tha (1998) (as Tikku Talsania) : Kumar Mangat
- Gharwali Baharwali (1998)
- Duplicate (1998) : Inspector R.K. Thakur
- Pyaar Kiya To Darna Kya (1998) (as Tikku Talsania) : Principal
- Ustadon Ke Ustad (1998)
- Jaane Jigar (1998) : Ghanshyam's Friend
- Barsaat Ki Raat (1998)
- Deewana Hoon Pagal Nahi (1998) : Lalchand Lalwani
- Mohabbat Aur Jung (1998) : Havaldar Khandoba
- Phool Bane Patthar (1998) : Havaldar Munnu
- Aflatoon (1997) (as Tikku Talsania) : Police Inspector
- Ishq (1997) : Gaitonde
- Deewana Mastana (1997)
- Tarazu (1997) : Gynaecologist/Doctor
- Lav Kush (1997) : Prachodi
- Lahoo Ke Do Rang (1997) : Kaalu/Kalyendar Swami
- Auzaar (1997) : College Professor
- Hero No. 1 (1997) : Vidya Nath
- Zor (1997)
- Ghoonghat (1997)
- Ghulam-E-Musthafa (1997) (as Tiku Talsaniya) : Qawwali singer
- Gudia (1997)
- Judwaa (1997) : Sharma's Brother-in-law
- Mrityudaata (1997) : Umeshchan Jain
- Virasat (1997)
- Hum Hain Khalnayak (1996) : Subhashbhai
- Dastak (1996) : Professor Philip Fernandes
- Raja Hindustani (1996) : Chacha (Raja's uncle)
- Mr. Bechara (1996) (as Tikku Talsania) : Inspector V.P. Chaturvedi
- Muqadama (1996) : Satya Singh
- Daraar (1996)
- Khiladiyon Ka Khiladi (1996) (as Tiku Talsaniya) : Priya's uncle
- Loafer (1996)
- Chaahat (1996) : Traffic cop
- Papa Kahte Hain (1996) : Taraknath Gandhi
- Megha (1996) (uncredited) : Professor Kalidas
- Chhota Sa Ghar (1996)
- Dil Tera Diwana (1996)
- Ram Shastra (1995) : Havaldar Bahadur Singh
- Hum Sab Chor Hain (1995) : Mantri
- Veer (1995)
- Sarhad: The Border of Crime (1995) :Hotel Manager
- Hum Dono (1995) (as Tikoo Talsania) : Police Inspector Karan Singh
- Hulchul (1995) (uncredited) : Rajiv Duggal
- Dance Party (1995) : Raja Ram
- Takkar (1995) : Mamaji
- Coolie No. 1 (1995)
- Taqdeerwala (1995) : Jeweller
- Naajayaz (1995) : ACP Malhotra
- Jawab (1995) (as Tikku Talsaniya) : Inder Mohan Kumar
- Aashique Mastane (1995) : Achanak Singh
- Ahankaar (1995) : Naina's dad
- Jallaad (1995) : Police Inspector
- Kismat (1995)
- Oh Darling Yeh Hai India (1995) : Havaldar
- Raghuveer (1995) : Interview Program Organiser
- Raja (1995) (as Tiku Talsaniya) .: Shantipati
- Zaalim (1994) : Madhu's dad
- Aao Pyaar Karen (1994) : Tikuram
- Suhaag (1994) (as Tikku Talsania) : Publisher
- Ikke Pe Ikka (1994) : Dr. Topiwala
- Vaade Iraade (1994) : Natwarlal Lal
- Pehla Pehla Pyar (1994) : Anand's Boss
- Andaz Apna Apna (1994) (as Tikkku Talsania) : Inspector
- Prem Shakti (1994) : Mannequin Maker
- Baali Umar Ko Salaam (1994) : Pinto
- Aatish: Feel the Fire (1994) : Jarnail Singh
- Chhoti Bahoo (1994) : Sambhavan
- Eena Meena Deeka (1994) (uncredited) : Gabbar - Security Guard
- Tadipaar (1993) : Inspector Mathur
- Hum Hain Kamaal Ke (1993) (as Tikku Talsania) : Auto-Rickshaw Driver
- Rang (1993)
- Shaktiman (1993) : Dhimagchand
- Hum Hain Rahi Pyar Ke (1993) : Homi Wadia
- Waqt Hamara Hai (1993) : Tejesh Raj Vidrohi
- Game (1993) : Kamal
- Jeevan Ki Shatranj (1993) : Jail Superintendent
- Kabhi Haan Kabhi Naa (1993) : M.. Patel
- Phool (1993) : Santosh
- Shreemaan Aashique (1993) : Kalidas Mehra 'Kali'
- Bol Radha Bol (1992) : Sarpanji
- Ek Ladka Ek Ladki (1992) : Police Inspector
- Paayal (1992) : Paayal's victim
- Tyagi (1992) : Nand Lal
- Zakhmi Sipahi (1992) : Priya's Brother
- Mera Dil Tere Liye (1992) : Phoolwa's husband
- Daulat Ki Jung (1992) : M. Agarwal (Asha's father)
- Jeena Marna Tere Sang (1992)
- Umar Pachpan Ki Dil Bachpan Ka (1992) : Avinash Chatterjee
- Dil Hai Ki Manta Nahin (1991) : Sharmaji, the Editor
- Inspector Dhanush (1991) (uncredited) : Sangeeta's colleague Cameraman
- Amiri Garibi (1990) (uncredited) : Pinky's prospective father-in-law
- Azaad Desh Ke Gulam (1990) : Minister Nagendra Rao
- Pyasi Nigahen (1990)
- Bade Ghar Ki Beti (1989) : Dr. Tolaram Tirmal Totlapuri
- Hum Bhi Insaan Hain (1989)
- Hum Intezaar Karenge (1989) : Wild Life Professor
- Khuli Khidki (1989) : Peeping Tom
- Kabzaa (1988) : Drunk man in the restaurant
- Kanwarlal (1988) : Advocate Uttamlal
- Mar Mitenge (1988) (uncredited) : Police Inspector G.B. Parab
- Zalzala (1988) : Groom's dad
- Insaf Ki Pukar (1987) (as Tinku Talsania) : Narayan Singh
- Param Dharam (1987)
- Kudrat Ka Kanoon (1987) : Court spectator
- Sadak Chhap (1987) : Jaikishan
- Pyar Ke Kabil (1987) : Gangadhar Prasad
- Jawab Hum Denge (1987) : Dinanath, MLA
- Asli Naqli (1986) (uncredited) : Tiku
- Pyaar Ke Do Pal (1986) : Lakhan